# 12239 Carolinakou
12239 Carolinakou è un asteroide della fascia principale. Scoperto nel 1988, presenta un'orbita caratterizzata da un semiasse maggiore pari a 2,5550820 UA e da un'eccentricità di 0,1656661, inclinata di 5,46317° rispetto all'eclittica.